# Silvio Avilés
Silvio Avilés Ramos, né le 11 août 1980 à Jinotepe au Nicaragua, est un footballeur international nicaraguayen, qui évolue au poste de défenseur. 
Il compte 22 sélections en équipe nationale entre 2003 et 2010. Il joue actuellement pour le club nicaraguayen du Managua FC.

## Biographie

### Carrière internationale
Denis Espinoza est convoqué pour la première fois par le sélectionneur national Maurizio Battistini pour un match de la Coupe UNCAF 2003 contre le Salvador le 13 février 2003 (défaite 3-0). Il reçoit sa dernière sélection le 4 septembre 2010 contre le Guatemala (défaite 5-0).
Il dispute une Gold Cup en 2009. Il participe également à quatre Coupes UNCAF en 2003, 2005, 2007 et 2009.
Il compte 22 sélections et 0 but avec l'équipe du Nicaragua entre 2003 et 2010. 